# Stasimopus maraisi
Espèce
Stasimopus maraisi est une espèce d'araignées mygalomorphes de la famille des Stasimopidae.

## Distribution
Cette espèce est endémique d'Afrique du Sud. Elle se rencontre dans le Sud du Cap-du-Nord et le Nord-Est du Cap-Occidental.

## Habitat
Cette espèce se rencontre dans le désert du Karoo.

## Description
La femelle holotype mesure 32,5 mm.
Le mâle décrit par Brandt, Sole et Lyle en 2023 mesure 8,46 mm.

## Systématique et taxinomie
Cette espèce a été décrite par Hewitt en 1914.

## Étymologie
Cette espèce est nommée en l'honneur de B. Marais.

## Publication originale
- Hewitt, 1914 : « Descriptions of new Arachnida from South Africa. » Records of the Albany Museum, vol. 3, p. 1-37.